# الهيئة القومية لسلامة الغذاء (مصر)
الهيئة القومية لسلامة الغذاء هي هيئة حكومية خدمية مصرية ذات شخصية اعتبارية تتبع رئيس الجمهورية ومقرها الرئيسي بالقاهرة أنشأت طبقاً للقانون رقم 1 لسنة 2017 بهدف تحقيق متطلبات سلامة الغذاء للحفاظ على صحة المواطنين ولكي تتولى ممارسة جميع الصلاحيات والاختصاصات المقررة للوزارات والهيئات والمصالح فيما يخص الرقابة على تداول الغذاء.

## التشريعات المنظمة
- قانون رقم 1 لسنة 2017 في شأن الهيئة القومية لسلامة الغذاء.[2]
  - اللائحة التنفيذية:
    - قرار رئيس مجلس الوزراء رقم 412 لسنة 2019.[3]

## رؤساء الهيئة
- طارق الهوبي.[4]
- حسين منصور.[5]

## وصلات خارجية
- الموقع الرسمي للهيئة.